# Bondeni (Moshi)
Bondeni ist ein Verwaltungsbezirk (Ward) des Distrikts Moshi (MC) in der tansanischen Region Kilimandscharo.

## Geografie
Bondeni liegt im Nordosten von Tansania im Zentrum der Regionshauptstadt Moshi. Es ist ein kleiner, schmaler Bezirk zwischen dem Flughafen und dem Bahnhof.
Der Bezirk grenzt im Norden an Mawenzi, im Osten an Njoro, im Süden an Bomambuzi und in einem Punkt an Pasua und im Westen an Korongoni und Kiusa. Bei der Volkszählung 2022 lebten 2712 Menschen in 811 Haushalten auf einer Fläche von 0,5 Quadratkilometern.

## Gliederung
Der Bezirk besteht aus zwei Stadtteilen (Mtaa):
- Mbuyuni
- Sokoni

## Wirtschaft und Infrastruktur
- Gesundheit: Im Bezirk befindet sich eine staatliche Apotheke, die auch Erstversorgung für Malariafälle durchführt.[8]